# Fronteira Moldávia–Ucrânia
A fronteira entre Moldávia  e Ucrânia é a linha que limita os territórios da Moldávia e da Ucrânia, se estendendo por 939 km desde o norte da Moldávia (fronteira tríplice Moldávia-Ucrânia-Romênia) ao extremo leste do país e daí ao extremo sul, na outra fronteira tríplice dos dois países com a Romênia.
Foi definida e traçada por um comissão soviética logo após a anexação em 1940 da Bessarábia pela União Soviética, como parte do secreto Pacto Germano-Soviético; Parte de seu trecho leste, ao norte, é formada pelo rio Dniestre. Mais ao sul, o Dniestre se afasta para o oeste da fronteira, voltando mais a sul a formar fronteira entre Moldávia e Ucrânia. 
Entre o trecho médio do rio Dniestre e a fronteira leste Moldávia-Ucrânia, ocupando 1/10 do território da Moldávia, fica a região secessionista da Transnístria, que busca aproximação com a Ucrânia e Rússia, hoje reconhecida como território autônomo.